# Kury (zespół muzyczny)
Kury – polski zespół muzyczny, zaliczany do yassu, założony w czerwcu 1992 przez Tymona Tymańskiego.

## Historia
Grupa powstała w kwietniu 1992 w Sopocie. Pierwsze demo kwartetu zostało nagrane w gdyńskim studiu Andrzeja Zmory w czerwcu 1992. Pod koniec roku Kury zaczęły regularne próby w oliwskim klubie Trops, w którym ćwiczyły również grupy Bielizna i Paru. Pierwsza płyta zespołu, Kablox-niesłyna histaria, została zarejestrowana w lipcu 1994 w studiu Polskiego Radia Szczecin i wydana w 1995 w wydawnictwie Music Corner. Album skladał się z 10 piosenek z tekstami i muzyką Tymańskiego, zainspirowanych muzyką m.in. Franka Zappy, King Crimson, Art Bears i Skeleton Crew. Pytany o genezę nazwy grupy Tymański wyjaśniał: Szukaliśmy nazwy dość heroicznej, która określiłaby obszar naszych śmiałych eksploracji dźwiękowych. Myślałem o czymś pompatycznym, o nazwie, która będzie mocna. I wtedy moja ówczesna partnerka wyszła z nazwą Kury. To nas osłabiło, ze śmiechu powaliło na podłogę. I tak zostaliśmy Kurami. Kury, jak wiadomo, to istoty płochliwe i raczej głupkowate. W związku z tym nasza nazwa nosi w sobie uzdrawiającą moc głupoty.
W latach 1995–1997 kwartet grał dość nieliczne koncerty w Polsce. W 1995 Kury opuściła basistka i wokalistka Anna Lasocka, która przeszła do trójmiejskiej formacji Kobiety. Jej miejsce zajął klarnecista Jerzy Mazzoll. W wakacje roku 1996 Tymański wraz z Olafem Deriglasoffem zaczął pracować nad demo nowego projektu, który koniec końców został włączony w działania grupy Kury. W styczniu 1997 rzeczony duet dokooptował trzeciego producenta i aranżera w postaci Piotra Pawlaka. Pierwotnie płyta miała być pośmiertnym „łabędzim śpiewem” grupy Kury: hołdem, złożonym z ich mało znanych piosenek i nagranych przez fikcyjne, podziemne zespoły i wykonawców (m.in. Księgowi, Pedalsi, Płk. Kalita). Nagranie nowych piosenek pod nazwą Kury zaproponował Jerzy Mazzoll. W czerwcu 1997 roku Kury weszły do studia Polskiego Radia Gdańsk w celu odbycia trzytygodniowej sesji nagraniowej oraz rejestracji piosenek na legendarną płytę P.O.L.O.V.I.R.U.S. (w 1998 roku nagrodzoną m.in. Fryderykiem). W sesji uczestniczyło ok. 15 osób; wg wspomnień partycypantów, atmosfera w studiu była luźna, twórcza i zabawna. Album miał być zjadliwym komentarzem stanu polskiej muzyki popularnej. Płytę wydała trójmiejska wytwórnia płytowa Biodro Records, współtworzona przez Tymańskiego, Andrzeja Maroszka, Dariusza Diktiego, Jacka Podworskiego i Bartosza Szmita. P.O.L.O.V.I.R.U.S. okazał się najbardziej popularną płytą zespołu, do lipca roku 2024 sprzedając się w nakładzie ponad 30 tysięcy egzemplarzy. W lecie 1998 roku Kury wzięły udział w Sopot Jazz Festival, na żywo improwizując klubową muzykę z angielskim DJ-em Scissorkicks’em aka Anthony Chapmanem. Znajomość z Chapmanem zaowocowała pomysłem wspólnej trasy koncertowej, zorganizowanej przez Jacka Podworskiego i Mikołaja Ziółkowskiego. Kury wraz ze Scissorkicks’em oraz przedgrupą w postaci formacji Kobiety. odwiedziły dziesięć dużych miast, w marcu 1999 nagrywając materiał na trzecią płytę w studiu Polskiego Radia Wrocław. W tym samym czasie pogorszyło się zdrowie psychiczne perksusisty Jacka Oltera, który 6 stycznia 2001 targnął się na własne życie. Tymański i Pawlak dokończyli płytę, wynajmując sesję w bydgoskim Radiu PiK w maju 2001 i wykorzystując ślady Oltera oraz Chapmana, nagrane podczas wrocławskiej sesji zespołu. Wydany na jesieni 2001 album „Sto lat undergroundu” stanowił kolejny stylistyczny zwrot, tym razem w stronę muzyki klubowej i tanecznej, urozmaiconej rapem, hip hopem, post-rockiem, prog rockiem i jazzem. Po śmierci Oltera, która była szokiem dla całego yassowego środowiska. stanowisko perkusisty grupy obejmowali kolejno Jacek Stromski, Rory Walsh i Kuba Staruszkiewicz.
W grudniu 2003, po odbyciu jesiennej trasy koncertowej, zakończonej występem w gdyńskim klubie Ucho, Tymański zawiesił działalność zespołu. W 2011 trio Kury (w składzie Tymański – Pawlak – Staruszkiewicz) wróciły na jeden koncert, wykonując płytę P.O.L.O.V.I.R.U.S. na Off Festivalu. Na jesieni 2023 gdyńska wytwórnia płytowa S7 Pawła Madisona Żuczkiewicza wydała poszerzoną reedycję płyty P.O.L.O.V.I.R.U.S. W odpowiedzi na entuzjastyczną reakcję prasy i publiczności oraz bardzo dobrą sprzedaż wydawnictwa, zespół postanowił tymczasowo wznowić działalność. W czerwcu 2023 w wywiadzie z TVP Info Olaf Deriglasoff zdradził, że zespół pracuje nad nową płytą. W listopadzie 2023 jedenastoosobowy zespół Kury wystąpił na festiwalu Inside Seaside w Gdańsku. Na wiosnę 2024 S7 ogłosiła trasę koncertową Wiosenna Deprecha Tour Kury w składzie: Tymon Tymański, Piotr Pawlak, Olaf Deriglasoff, Jerzy Mazzoll, Szymon Burnos i Jacek Prościński. Pod koniec listopada 2024 wraz z zapowiedzią trasy Jesienna Deprecha Tour pojawiła się robocza nazwa płyty – Fioletowy album. 
W  czerwcu 2024 ostatni koncert z Kurami zagrał gitarzysta Piotr Pawlak, wieloletni filar grupy i współproducent muzyki. Razem z nim odszedł perkusista Jacek Prościński, za którego zespól  tymczasowo zwerbował Michała Gosa, świetnego trójmiejskiego instrumentalistę post-jazzowego i post-yassowego. W tym składzie (Tymański, Deriglasoff, Mazzoll, Burnos, Gos) Kury zagrały jesienną trasę 2024  z pamiętnymi piosenkami z "P.O.L.O.V.I.R.U.S.a". W marcu 2025 zespół zaczął pracować nad rozbudowanym demo nowego albumu, zatytulowanego "Uno Lovis Party". Na demo znalazło się aż 25 piosenek (głównie autorstwa Tymańskiego i Deriglasoffa), ale z powodu czasowej presji grupa postanowiła skoncentrować się na tradycyjnej, dwunastopiosenkowej produkcji. Nagrania powstawały w trzech miejscach: w zaciszu domowych studiów Tymańskiego, Deriglasoffa i Burnosa. W międzyczasie zespół opuścili Mazzoll i Gos; tego ostatniego na stanowisku perkusisty zastąpił znakomity instrumentalista Alan Kapołka. Czwarta studyjna płyta Kur (piąta, jeśli liczyć koncertową "Na żywo w Pstrągu") została  ukończona w sierpniu 2025 roku, po dość niezwykłej 24-letniej przerwie wydawniczej. Oficjalną premierą płyty wytwórnia S7 zapowiedziała na 19 września 2025 roku.

## Skład
Do 2001 grupa występowała w składzie:
- Tymon Tymański (basista i wokalista),
- Jacek Olter (perkusista),
- Piotr Pawlak (gitarzysta).

## Dyskografia
Lista według Discogs:
Albumy
- Kablox-niesłyna histaria (1995, Music Corner Records)
- P.O.L.O.V.I.R.U.S. (1998, Biodro Records)
- Na żywo w Pstrągu (1999, Folk)
- 100 lat undergroundu (2001, Biodro Records)

EP-ki
- Napijmy się oleju (2000, Biodro Records)